# 8657 Cedrus
8657 Cedrus este un asteroid din centura principală de asteroizi.

## Descriere
8657 Cedrus este un asteroid din centura principală de asteroizi. A fost descoperit pe 16 august 1990 la Observatorul La Silla de Eric Walter Elst. El prezintă o orbită caracterizată de o semiaxă mare de 2,87 ua, o excentricitate de 0,06 și o înclinație de 1,7° în raport cu ecliptica.